# Atrasana excellens
Atrasana excellens är en fjärilsart som beskrevs av Embrik Strand 1912. Atrasana excellens ingår i släktet Atrasana och familjen tandspinnare. Inga underarter finns listade i Catalogue of Life.